# ريان بوترايت
ريان بوترايت (بالإنجليزية: Ryan Boatright)‏ مواليد 27 ديسمبر 1992 في أورورا، هو لاعب كرة سلة محترف أمريكي بدأ مسيرته الاحترافية في سنة 2015 يلعب مع فريق أورلاندينا باسكيت في ليغا باسكيت الدرجة الأولى كلاعب هجوم خلفي ويحمل الرقم 11. يبلغ طوله 5 قدم 11 بوصة (1.8 م).

## روابط خارجية
- ريان بوترايت على موقع الاتحاد الدولي لكرة السلة (الإنجليزية)
- ريان بوترايت على موقع سبورتس رفرنس (الإنجليزية)
- ريان بوترايت على موقع الدوري الإسباني لكرة السلة (الإسبانية)
- ريان بوترايت على موقع كرة السلة الأوروبية.كوم (الإنجليزية)
- ريان بوترايت على موقع كلية كرة السلة في سبورتس رفرنس.كوم (الإنجليزية)
- ريان بوترايت على موقع ريلجم (الإنجليزية)
- ريان بوترايت على موقع بروبوليرز (الإنجليزية)
- ريان بوترايت على موقع سبورتس رفرنس (الإنجليزية)
- ريان بوترايت على موقع سبورتس رفرنس (الإنجليزية)